# Jörg Schneider (Manager)
Jörg Schneider (* 29. September 1958 in Duisburg) ist ein deutscher Versicherungsmanager und war zwischen 2000 und 2018 als Chief Financial Officer Vorstandsmitglied des DAX-Konzerns Münchener Rück AG.

## Werdegang
Schneider studierte Betriebswirtschaftslehre an der Berufsakademie in Stuttgart, zusammen mit einem berufsbegleitenden Training bei Daimler-Benz. Er studierte ebenfalls Rechtswissenschaften an der Universität zu Tübingen und promovierte dort.
Seine Berufstätigkeit begann Schneider 1988 bei der Münchener Rück im Bereich Finanzen. 1993 wurde er Leiter für den Bereich Beteiligungen und leitete ab 1997 den Bereich Konzernfinanzen. Zeitweise saß er als Vertreter der Leitenden Angestellten im Aufsichtsrat der Gesellschaft.
Ab 2000 war Schneider als CFO Mitglied des Vorstandes der Münchener Rück. Dabei verantwortete er auf Seiten des Rückversicherers die Auflösung der sogenannten Deutschland AG, in dem er große Unternehmensbeteiligungen des Rückversicherers sukzessive abbaute. Hierunter fiel insbesondere auch die traditionelle Verbindung zur Allianz-Versicherung, bei der neben der gegenseitigen Kapitalbeteiligung auch historische Rückversicherungsvereinbarungen beendet wurden. Auch steuerte er den DAX-Konzern durch die  Börsencrashs in Folge der geplatzten Dotcom-Blase zu Anfang des Jahrtausends sowie der Weltfinanzkrise 2007, in denen die operativen Ergebnisse nicht zuletzt aufgrund hoher Abschreibungen belastet wurden.  Nach 18 Jahren verließ Schneider 2018 den Vorstand der Münchener Rück. Er war der am längsten amtierende Finanzvorstand eines Dax-Konzerns. Sein Nachfolger wurde Christoph Jurecka.
Seit dem Juni 2019 gehört Schneider zum Aufsichtsrat der BayernLB.
Seit Frühjahr 2025 sitzt Schneider im Aufsichtsrat der Allianz SE.
Schneider ist verheiratet und hat zwei Kinder.